# Manfred Schmidt (Politiker, 1929)
Manfred Schmidt (* 29. April 1929 in Treptow an der Tollense; † 30. Januar 2005) war ein deutscher Theologe und Politiker (CDU).

## Leben und Beruf
Nach dem Abitur studierte Schmidt Evangelische Theologie in Greifswald, Göttingen und Rugby. Er siedelte nach Westdeutschland über, wurde zunächst Pfarrer in Lüdenscheid und schließlich Gemeindepfarrer und Seelsorger in Wuppertal-Elberfeld. Nebenher engagierte er sich in der pommerschen Vertriebenenarbeit und war bis 1998 Vorsitzender des Konvents der ehemaligen evangelischen Ostkirchen.

## Partei
Während seines Studiums schloss Schmidt sich der CDU an und beteiligte sich 1946 am Wahlkampf in der Sowjetischen Besatzungszone. Später war er Vorsitzender der CDU-Sozialausschüsse (CDA) im Bergischen Land, stellvertretender Landesvorsitzender der CDA Rheinland und mehrere Jahre Mitglied im Vorstand des Evangelischen Arbeitskreises der CDU Rheinland. Schmidt gehörte ab 1979 dem Wuppertaler Stadtrat an.

## Abgeordneter
Schmidt gehörte dem Deutschen Bundestag vom 17. Januar 1975, als er für den ausgeschiedenen Abgeordneten Göke Frerichs nachrückte, bis 1980 an. Er war stets über die Landesliste der CDU Nordrhein-Westfalen ins Parlament eingezogen.